# Chimonobambusa
Chimonobambusa es un género de plantas herbáceas de la familia de las poáceas. Es originario de Asia oriental y el Himalaya. Comprende 69 especies descritas y de estas, solo 37 aceptadas.

## Descripción
Son plantas perennes, rizomatosa, o estolonífera. Los tallos de flores de hoja verde. Culmos que van desde los 50 cm hasta los 6 m de alto; leñosos y persistentes (monopodial); de 3 cm de diámetro; ramificados arriba. Vainas del culmo de hoja caduca en su totalidad (algo coriáceas, con muy pequeñas láminas). Entrenudos de culmos huecos. Plantas visiblemente armados (los nodos de los culmos con dos camellones generalmente espinosos) . Hojas no agregadas, basales, con setas auriculares. Hoja amplias o estrechas; pseudopecioladas. Plantas bisexuales, con espiguillas bisexuales; con flores hermafroditas. La inflorescencia indeterminada (como se indica por brácteas que sostienen las espiguillas).

## Taxonomía
El género fue descrito por Makino y publicado en Botanical Magazine 28(329): 153. 1914. La especie tipo es Chimonobambusa marmorea (Mitford) Makino
Citología
El número cromosómico básico del género es x = 12, con números cromosómicos somáticos de 2n = 48. 4 ploide. Cromosomas relativamente "pequeños".

## Especies aceptadas
A continuación se brinda un listado de las especies del género Chimonobambusa aceptadas hasta noviembre de 2013, ordenadas alfabéticamente. Para cada una se indica el nombre binomial seguido del autor, abreviado según las convenciones y usos. 
- Chimonobambusa angustifolia C.D.Chu & C.S.Chao (1981)
- Chimonobambusa armata (Gamble) Hsueh & T.P.Yi (1983)
- Chimonobambusa brevinoda Hsueh & W.P.Zhang (1988)
- Chimonobambusa callosa (Munro) Nakai (1925)
- Chimonobambusa communis (Hsueh & T.P.Yi) K.M.Lan (1988)
- Chimonobambusa convoluta Q.H.Dai & X.L.Tao (1982)
- Chimonobambusa damingshanensis Hsueh & W.P.Zhang (1988)
- Chimonobambusa fansipanensis T.Q.Nguyen & Vucan (1991)
- Chimonobambusa grandifolia Hsueh & W.P.Zhang (1988)
- Chimonobambusa hejiangensis C.D.Chu & C.S.Chao (1981)
- Chimonobambusa hirtinoda C.S.Chao & K.M.Lan (1982)
- Chimonobambusa hsuehiana D.Z.Li & H.Q.Yang (2006)
- Chimonobambusa lactistriata W.D.Li & Q.X.Wu (1985)
- Chimonobambusa leishanensis T.P.Yi (1991)
- Chimonobambusa luzhiensis (Keng) K.M.Lan (1988)
- Chimonobambusa macrophylla T.H.Wen & Ohrnb. (1990)
- Chimonobambusa marmorea (Mitford) Makino (1914)
- Chimonobambusa metuoensis Hsueh & T.P.Yi (1983)
- Chimonobambusa microfloscula McClure (1940)
- Chimonobambusa montigena (T.P.Yi) Ohrnb. (1990)
- Chimonobambusa ningnanica Hsueh f. & L.Z.Gao (1987)
- Chimonobambusa opienensis (Keng) T.H.Wen & Ohrnb. (1990)
- Chimonobambusa pachystachys Hsueh f. & T.P.Yi (1982)
- Chimonobambusa paucispinosa T.P.Yi (1990)
- Chimonobambusa puberula (Keng) K.M.Lan (1988)
- Chimonobambusa pubescens T.H.Wen (1986)
- Chimonobambusa purpurea Hsueh f. & T.P.Yi (1982)
- Chimonobambusa quadrangularis (Fenzl) Makino (1914)
- Chimonobambusa rigidula (Hsueh & T.P.Yi) T.H.Wen & Ohrnb. (1990)
- Chimonobambusa sichuanensis (T.P.Yi) T.H.Wen (1987)
- Chimonobambusa szechuanensis (Rendle) Keng f. (1948)
- Chimonobambusa tianquanensis T.P.Yi (2000)
- Chimonobambusa tuberculata Hsueh f. & L.Z.Gao (1987)
- Chimonobambusa tumidissinoda Ohrnb. (1990)
- Chimonobambusa unifolia (T.P.Yi) T.H.Wen (1990)
- Chimonobambusa utilis (Keng) Keng f. (1948)
- Chimonobambusa verruculosa (T.P.Yi) T.H.Wen & Ohrnb. (1990)